# Список королів Дал Ріади
Цей список включає в себе монархів королівства Дал Ріада.

## Список монархів королівства Дал Ріада
Король Дал Ріади — титул правителя королівства Дал Ріада, що існувало в V - IX століттях на території Ірландії та Шотландії. Королівство заснувало ірландське плем'я скоттів, що захопило територію західної Шотландії (тоді ця країна називалась Каледонія або ірландською мовою Альба). Першим правителем королівства вважається Ерк мак Ехах. Але перші достовірні відомості про королів Дал Ріади, що збереглися в історичних джерелах, відносяться до правління Фергуса І. Протягом наступних 300 років королівством правили представники кількох могутніх кланів - Кенел Габран, Кенел Лоарн. Королівство вело нескінченні війни з піктами і їхнім королівством Альба. У ІХ столітті королі скоттів - королівства Дал Ріада перемогли піктів майже повністю знищивши їх. Це дало початок новому королівству - Шотландія. Першим королем Шотландії став король Дал Ріади Кеннет мак Альпін. 
| Роки правління | Ім'я                                |                                  | Примітки                |
| -------------- | ----------------------------------- | -------------------------------- | ----------------------- |
| 400 — 474      | Ерк мак Ехах                        | ірл. Erc mac Echach              |                         |
| 474 — 500      | Фергюс I Великий мак Еарка          | ірл. Fergus Mòr mac Earca        |                         |
| 501 — 507      | Домангарт I мак Фергусса            | ірл. Domangart mac Fergusa       |                         |
| 507 — 538      | Комгалл мак Домангарт               | ірл. Comgall mac Domangart       |                         |
| 538 — 558      | Габран мак Домангарт                | ірл. Gabhran mac Domangart       |                         |
| 558 — 574      | Коналл I мак Комгайл                | ірл. Conall mac Comgaill         |                         |
| 574 — 608      | Айдан Віроломний мак Габрайн        | ірл. Áedán mac Gabráin           |                         |
| 608 — 629      | Еохайд I Жовтий мак Аедо            | ірл. Eochaid Buide mac Áedo      |                         |
| 629            | Коннад Лівша                        | ірл. Connad Cerr                 |                         |
| 629 — 642      | Домналл I Веснянкуватий             | ірл. Domnall Brecc mac Echdach   |                         |
| 642 — 650      | Ферхар I мак Коннайд                | ірл. Ferchar mac Connaid         |                         |
| 650 — 654      | Дунхад мак Конайнг                  | ірл. Dunchad mac Conaing         |                         |
| 650 — 660      | Коналл II Крандомна                 | ірл. Conall Crandomna            | разом з Дунхадом        |
| 660 — 673      | Домангарт II мак Домнайлл           | ірл. Domangart mac Domnaill      |                         |
| 673 — 688      | Мел-Дуїн мак Конайлл                | ірл. Máel-Dúin mac Conaill       |                         |
| 688 — 695      | Домналл II Дон                      | ірл. Domnall Don                 |                         |
| 695 — 697      | Ферхар II Фота                      | ірл. Ferchar Fota                |                         |
| 697            | Еохайд II Кривий Ніс мак Домангайрт | ірл. Eochaid mac Domangairt      |                         |
| 697 — 698      | Ейнбкеллах мак Ферхайр              | ірл. Ainbcellach mac Ferchair    |                         |
| 698 — 700      | Фіаннамаїл мак Конайлл              | ірл. Fiannamail mac Conaill      |                         |
| 700 — 723      | Селбах Ферхайр                      | ірл. Selbach mac Ferchair        |                         |
| 723 — 726      | Дунгал мак Селбайх                  | ірл. Dúngal mac Selbaich         |                         |
| 726 — 733      | Еохайд III мак Ехдах                | ірл. Eochaid mac Echdach         |                         |
| 733            | Алпін I мак Ехдах                   | ірл. Alpin mac Echdach           |                         |
| 733 — 736      | Муїредах мак Айнбкеллайх            | ірл. Muiredach mac Ainbcellaich  |                         |
| 736 — 739      | Еоган мак Муйредах                  | ірл. Eógan mac Muiredach         |                         |
| 739 — 778      | Ед Білий                            | ірл. Áed Find або Aodh Airgneach |                         |
| 778 — 781      | Фергус II мак Ехдах                 | ірл. Fergus mac Echdach          |                         |
| 781            | Еохайд IV Злісний                   | ірл. Eochaid                     |                         |
| 781 — 820      | Костянтин мак Фергуса               | ірл. Caustantín mac Fergusa      | також король піктів     |
| 820 — 834      | Енгус II мак Фергуса                | ірл. Óengus mac Fergusa          | також король піктів     |
| 834 — 837      | Дрест IX мак Костянтин              | ірл. Drust mac Caustantín        | також король піктів     |
| 837 — 839      | Еоганан мак Енгуса                  | ірл. Eóganan mac Óengusa         |                         |
| 839 — 841      | Алпін ІІ мак Ехдах                  | ірл. Alpin mac Echdach           |                         |
| 841 — 858      | Кеннет I                            | ірл. Cináed mac Ailpín           | перший король Шотландії |